# Bolton Lake, Saskatchewan
Bolton Lake är en sjö i Kanada.   Den ligger i provinsen Saskatchewan, i den centrala delen av landet, 2 600 km nordväst om huvudstaden Ottawa. Bolton Lake ligger 493 meter över havet.
I omgivningarna runt Bolton Lake växer i huvudsak barrskog. Trakten runt Bolton Lake är nära nog obefolkad, med mindre än två invånare per kvadratkilometer.